# 이현 (드라마 작가)
이현은 대한민국의 텔레비전 드라마 작가이다. 

## 드라마
- 2019년 ~ 2020년 JTBC 월화 미니시리즈 《검사내전》 ... 공동집필
- 2024년 SBS 금토 미니시리즈 《커넥션》 ... 집필